# Platì
Platì (Platì in greco-calabro, Pratì in calabrese) è un comune italiano di 3 602 abitanti della città metropolitana di Reggio Calabria in Calabria.

## Geografia fisica
Il paese è situato a nord-est di Reggio Calabria, ad un'altitudine media di 300 metri sul livello del mare, sulla sponda sinistra della Fiumara di Platì. Il comune è compreso nel Parco nazionale dell'Aspromonte.

## Storia

### Origini
Platì è paese di matrice feudale, fondato agli inizi del XVI secolo (un documento contenuto presso l'Archivio di stato di Locri e relativo alle visite pastorali ne attesta l'esistenza già intorno alla metà del 1500 con il nome di Prati). 
Fu fondato sotto la signoria della famiglia Spinelli - nobili napoletani e principi di Cariati che lo ottennero a seguito di concessione fatta dal re Ferdinando il Cattolico - che lo governarono fino all'eversione della feudalità tra il 1806 e il 1808.
Caratterizzato da una suggestiva posizione geografica montana, essendo incastonato in una maestosa vallata al centro dell'Aspromonte orientale, è circondato da una selvaggia natura e retto da un'economia agricolo-pastorale con notevoli squilibri nella distribuzione della ricchezza e conseguente forte stratificazione sociale.
La grande vallata su cui oggi poggia il centro cittadino si formò a causa del terremoto 1638, mentre un secolo dopo, nel 1783, Platì fu quasi totalmente distrutta da un secondo evento sismico che sconvolse gran parte della Calabria.

### Ottocento
Dal 1806 al 1816 fece parte della Provincia della Calabria Ulteriore e nel 1809 fu istituito dai Francesi come Comune autonomo, includendo in esso anche il territorio di Cirella, fino al 1895 frazione di Benestare. Fino al 1860 fece parte del Distretto di Gerace.
Nel settembre del 1861 nel territorio di Platì vi fu un violento scontro tra la banda di briganti capeggiati da Ferdinando Mittiga - ex ufficiale dell'esercito borbonico al quale si associarono i legittimisti del generale catalano José Borjes - ed i piemontesi con la vittoria di questi ultimi che uccisero il temibile brigante nei pressi di Natile, dopo un lungo inseguimento.

### Novecento
Altro cataclisma naturale che colpì il centro abitato fu il terremoto del 1908, che con epicentro tra Reggio e Messina, ebbe una forza tale da causare danni ingenti anche sino a Platì.
Il 18 ottobre 1951 il centro fu colpito dalla violenta alluvione che interessò l'Aspromonte orientale, causando la devastazione di parte del paese e la morte di 18 abitanti. All'indomani del tragico evento, l'allora Presidente del Consiglio Alcide De Gasperi si recò in visita a Platì assicurando una pronta risposta del governo al dissesto idro-geologico. 
L'alluvione determinò un esponenziale aumento dell'emigrazione - già iniziata a fine Ottocento verso le Americhe - con migliaia di platiesi che raggiunsero USA, Canada, Argentina, Australia e Nord Italia.
Negli anni a seguire - e in maggior misura negli anni settanta e ottanta del XX secolo - le famiglie nobili e borghesi del paese furono costrette dai locali ad abbandonare il centro consegnandolo, di fatto, in mano alle famiglie di 'ndrangheta.
Nello stesso periodo venivano uccisi un ex-sindaco (Francesco Prestia, barbaramente trucidato con la moglie nell'abitazione coniugale) e un sindaco in carica (Domenico Natale De Maio, vittima di un agguato automobilistico sulla strada provinciale che conduce dalla marina al centro aspromontano).

### Nuovo millennio
Il 14 novembre 2003 viene eseguita un'imponente operazione contro i clan Barbaro “Castani” e i Trimboli-Perre denominata "Marine", durante la quale circa mille carabinieri hanno arrestato nella notte oltre cento persone. Il processo si conclude con 8 condanne con rito abbreviato, su 44 imputati, mentre per altre 19 persone rinviate a giudizio, sui restanti 78 imputati giudicati con il rito ordinario, arriva la prescrizione.
Il 16 luglio 2006 l'amministrazione comunale di Platì allora in carica è stata sciolta per condizionamento mafioso dal Governo italiano, che vi ha insediato una commissione straordinaria per la gestione del Comune fino al ripristino della legalità. Il Comune è stato retto fino al giugno del 2009 dalla commissione straordinaria, che ha riaffermato la presenza dello Stato rimodernando il centro urbano con un esteso programma di lavori pubblici (rifacimento degli uffici pubblici, della nuova Caserma dei Carabinieri in un immobile confiscato alla mafia, delle scuole, della rete idrica e stradale, nuovo arredo urbano e verde pubblico), e riorganizzando gli uffici secondo criteri di efficienza e legalità.
La commissione straordinaria ha intitolato la piazza del municipio al sindaco De Maio, vittima della violenza mafiosa.
Dopo una tornata elettorale avvenuta nel 2009, l'amministrazione comunale è stata dapprima (2011) commissariata per dimissioni del sindaco, e quindi nuovamente sciolta per condizionamento mafioso il 23 marzo 2012, ed è gestita da una commissione straordinaria dopo il fallimento delle elezioni del 26 maggio 2014, nelle quali l'unica lista presentata (capeggiata da un ex sindaco colpito dallo scioglimento per mafia del 2006) non ha raggiunto il quorum del 50%, fermandosi al 24%. Ne è conseguita una nuova, ulteriore gestione commissariale, stavolta monocratica.
Nel 2016 era stata fissata una nuova tornata elettorale, da tenersi il 5 giugno, con la presenza di un'unica candidata a sindaco, la renziana Anna Rita Leonardi, sostenuta dal PD e da alcune liste civiche, ma a pochi giorni dalla registrazione della propria candidatura, quest'ultima ha preferito ritirarla, a sua detta per mancanza delle condizioni necessarie, sancendo dunque la prosecuzione del commissariamento del comune, che da marzo 2012 sino al 5 giugno 2016 non avrà un sindaco in carica. Con regolari elezioni il 6 giugno 2016 viene eletto sindaco Rosario Sergi con una lista civica "Liberi di ricominciare" che durerà in carica sino all'8 ottobre 2018 in quanto il Comune verrà nuovamente commissariato sino al 21 settembre 2020 per poi rieleggere con nuove elezioni  Rosario Sergi, sempre con la stessa lista civica.

## Monumenti e luoghi d'interesse
Chiesa della Madonna del Rosario
Detta anche di San Pasquale dall'omonima via in cui si trova, edificata nel 1720 e restaurata ai primi del 1900.
Chiesa di Maria SS. di Loreto
Edificata alla fine del Settecento, ha subito numerosi danneggiamenti, ad esempio nell'alluvione nel 1951, e relativi restauri, da ultimo quello del 2005.
Monumento alle vittime dell'alluvione
Realizzato nel 2009 dall'allora Commissario prefettizio in carica.
Monumenti ai caduti platiesi delle due guerre mondiali
Il primo si trova all'inizio della Via XXIV Maggio ed è stato realizzato negli anni settanta dalla allora amministrazione comunale; l'altro è situato all'ingresso della stazione dei Carabinieri, lungo la Via Roma, all'entrata del centro abitato.

## Società

### Evoluzione demografica
Abitanti censiti

Il territorio comunale, tra i più vasti per estensione nella provincia, comprende le frazioni di Lauro, Senoli, Gioppo e Cirella quest'ultima la più popolosa tra le frazioni e famosa per la suggestiva Cascata dello Schioppo con un salto di 30 metri (a 360 m s.l.m.).

## Cultura

### Eventi
- 2 domenica di agosto - festa patronale in onore "ra Maronna ru Ritu" (Maria S.s. di Loreto)
- 4 domenica di agosto - festa in onore di San Rocco

## Infrastrutture e trasporti
Platì è attraversata dalla Strada provinciale 2 di Bagnara Calabra e Bovalino.

## Amministrazione
| Periodo                      | Periodo                                           | Primo cittadino                                                             | Partito                       | Carica                    | Note                        |
| ---------------------------- | ------------------------------------------------- | --------------------------------------------------------------------------- | ----------------------------- | ------------------------- | --------------------------- |
| 4 luglio 1988                | 7 giugno 1991                                     | Natale Marando                                                              | Democrazia Cristiana          | Sindaco                   | [ 8 ]                       |
| 7 giugno 1991                | 27 giugno 1991                                    | Antonio Contarino                                                           |                               | Commissario prefettizio   | [ 9 ]                       |
| 27 giugno 1991               | 13 marzo 1992                                     | Antonio Contarino                                                           |                               | Commissario straordinario | [ 10 ]                      |
| 13 marzo 1992                | 9 gennaio 1993                                    | Tommaso Mondello                                                            |                               | Commissario straordinario | [ 11 ]                      |
| 9 gennaio 1993               | 24 ottobre 1996                                   | Francesco Mittiga                                                           | Indipendente                  | Sindaco                   | [ 12 ] [ 13 ]               |
| 17 novembre 1997             | 28 maggio 2002                                    | Antonio Aurelio                                                             | Lista civica di centro        | Sindaco                   | [ 14 ]                      |
| 28 maggio 2002               | 24 gennaio 2003                                   | Francesco Mittiga                                                           | Lista civica                  | Sindaco                   | [ 15 ] [ 12 ]               |
| 24 gennaio 2003              | 14 giugno 2004                                    | Emma Caprino                                                                |                               | Commissario prefettizio   | [ 16 ]                      |
| 14 giugno 2004               | 7 luglio 2006                                     | Francesco Mittiga                                                           | Lista civica di centro-destra | Sindaco                   | [ 17 ] [ 12 ]               |
| 7 luglio 2006                | 8 giugno 2009                                     | Giuseppe Chiofalo Paola Galeone Filippo Romano                              |                               | Commissari straordinari   | [ 18 ] [ 19 ] [ 20 ]        |
| 8 giugno 2009                | 11 marzo 2011                                     | Michele Strangio                                                            | Lista civica                  | Sindaco                   | [ 22 ] [ 23 ]               |
| 11 marzo 2011                | 18 aprile 2011                                    | Massimo Mariani                                                             |                               | Commissario prefettizio   | [ 24 ]                      |
| 18 aprile 2011               | 29 marzo 2012                                     | Massimo Mariani                                                             |                               | Commissario straordinario | [ 25 ]                      |
| 30 marzo 2012                | 28 maggio 2014                                    | Massimo Mariani                                                             |                               | Commissario straordinario | [ 26 ]                      |
| 28 maggio 2014               | 6 giugno 2016                                     | Luca Rotondi                                                                |                               | Commissario prefettizio   | [ 27 ] [ 28 ]               |
| 6 giugno 2016                | 20 febbraio 2018                                  | Rosario Sergi                                                               | Lista civica                  | Sindaco                   | [ 30 ] [ 31 ]               |
| 20 febbraio 2018             | 22 febbraio 2018                                  | Francesca Iannò                                                             |                               | Commissario prefettizio   | [ 32 ]                      |
| 22 febbraio 2018             | 27 aprile 2018                                    | Francesca Iannò                                                             |                               | Commissario straordinario | [ 33 ]                      |
| 27 aprile 2018 9 maggio 2019 | 22 settembre 2020 9 maggio 2019 22 settembre 2020 | Emiliano Consolo Castrese De Rosa Antonio Gullù Umberto Pio Antonio Campini |                               | Commissari straordinari   | [ 34 ] [ 35 ] [ 36 ] [ 37 ] |
| 22 settembre 2020            | in carica                                         | Rosario Sergi                                                               | Lista civica                  | Sindaco                   | [ 38 ]                      |

### Gemellaggi
- Fairfield (sobborgo di Sydney).

## Sport

### Calcio
Il calcio è l'unico sport praticato. Nel 2007 la squadra, pur non disponendo di un campo da calcio dove allenarsi (le partite interne infatti si giocavano a San Luca) vinse il campionato di 3ª categoria classificandosi prima in classifica e disputando l'anno seguente il campionato di 2ª categoria.
L’unico centro sportivo per i ragazzi è un calcetto a 5 a gestione familiare che grazie alla passione dei gestori surroga la funzione sociale di un campo di calcio comunale.
Il 16 luglio 2021 è stata posta la prima pietra per il campo di calcio comunale, che verrà inaugurato nel settembre 2021 ed è stata fondata l'associazione sportiva Platì 2021. Il campo è stato costruito con finanziamenti del Ministero dell'Interno.